# Vladimir Volkoff
Vladimir Volkoff, Władimir Wołkow (ur. 7 listopada 1932 w Paryżu, zm. 14 września 2005 w Bourdeilles) – pisarz francuski.
Pochodził z rodziny emigrantów rosyjskich, był ciotecznym wnukiem kompozytora Piotra Czajkowskiego. Ukończył studia na Sorbonie, był profesorem Uniwersytetu w Liège. W czasie wojny algierskiej służył jako oficer wywiadu francuskiego. W Polsce znany głównie z prac dotyczących dezinformacji i propagandy.

## Założenia teorii dezinformacji Volkoffa
Podstawowe pojęcia:
- Klient – osoba lub grupa, która zyskuje na operacji dezinformacji.
- Agent – wykonawca zleconej dezinformacji, działa poprzez agentów wpływu.
- Wsporniki – wydarzenia będące podstawą akcji dezinformacyjnej, nie muszą być prawdziwe – ważne, aby wywoływały jednoznaczne skojarzenia.
- Przekaźniki – media.
- Temat przewodni
- Pudła rezonansowe – kiedyś media niezwiązane z agentami wpływu, a obecnie dzięki rozwojowi Internetu także osoby prywatne; ich zadaniem jest nieświadome stwarzanie szumu medialnego.
- Grupa docelowa – grupa, do której kierowane są działania dezinformacyjne.

Celem kampanii dezinformacyjnej jest wytworzenie w grupie docelowej określonego poglądu na wskazany temat, a także zdyskredytowanie argumentów przeciwników „klienta”.
Dezinformacji poświęcił trzy swoje książki: powieść: Montaż, antologię tekstów wybranych przez autora: Dezinformacja: oręż wojny oraz Traktat o dezinformacji. Od Konia Trojańskiego do Internetu. Wiedzę na ten temat Volkoff czerpał m.in. z kontaktów z Aleksandrem de Marenchesem, szefem francuskiej agencji wywiadowczej SDECE.